# Parafia św. Michała Archanioła i św. Anny w Dydni
Parafia św. Michała Archanioła i Świętej Anny w Dydni – parafia rzymskokatolicka należąca do archidiecezji przemyskiej w dekanacie Grabownica. Erygowana w 1482.
Na terenie parafii jest 2973 wiernych (w tym: Dydnia – 1458, Krzemienna – 419, Krzywe – 421, Obarzym – 347, Temeszów – 328).
W latach 1986–2017 proboszczem parafii był ks. prał. Adam Drewniak.
Parafia w Dydni posiada kościoły filialne w miejscowościach: pw. MB Królowej Polski w Krzemiennej, pw. Matki Bożej Łaskawej w Krzywem, pw. Zwiastowania NMP w Obarzymie oraz pw. Miłosierdzia Bożego (nowy) i pw. Matki Bożej Ostrobramskiej (stary) w Temeszowie.
- Kościoły filialne

"Kościoły
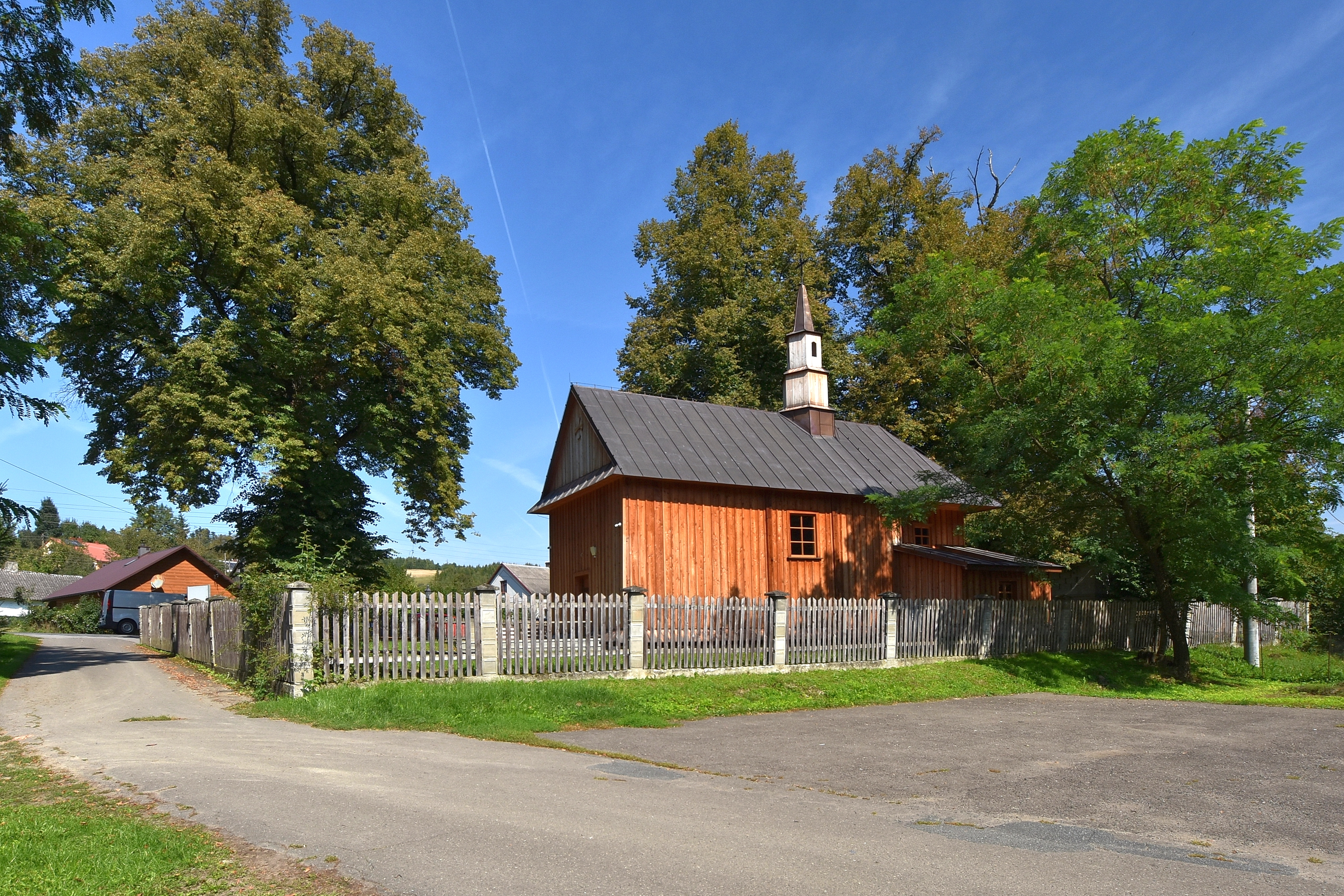
Krzemienna, dawna cerkiew
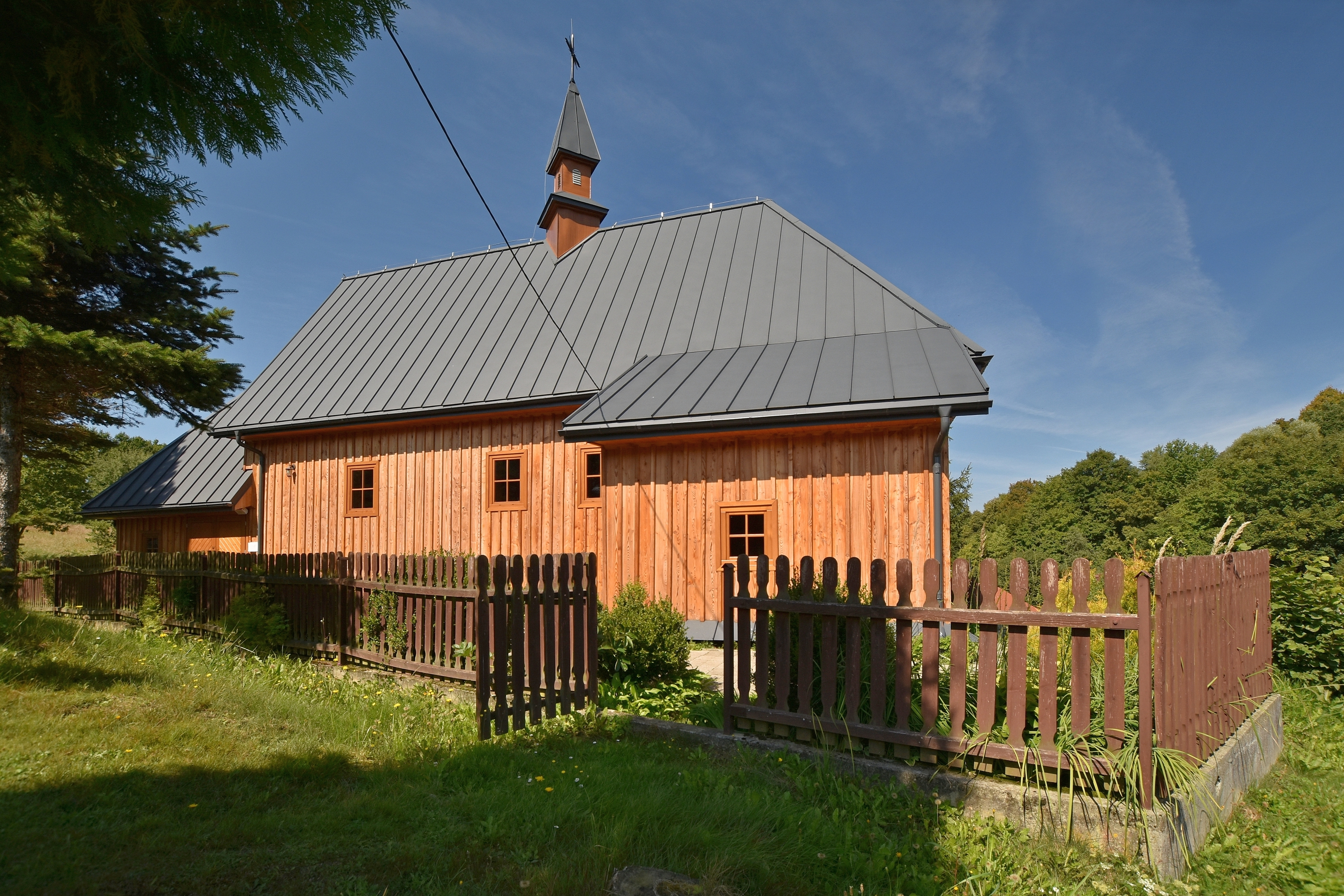
Krzywe, dawna cerkiew
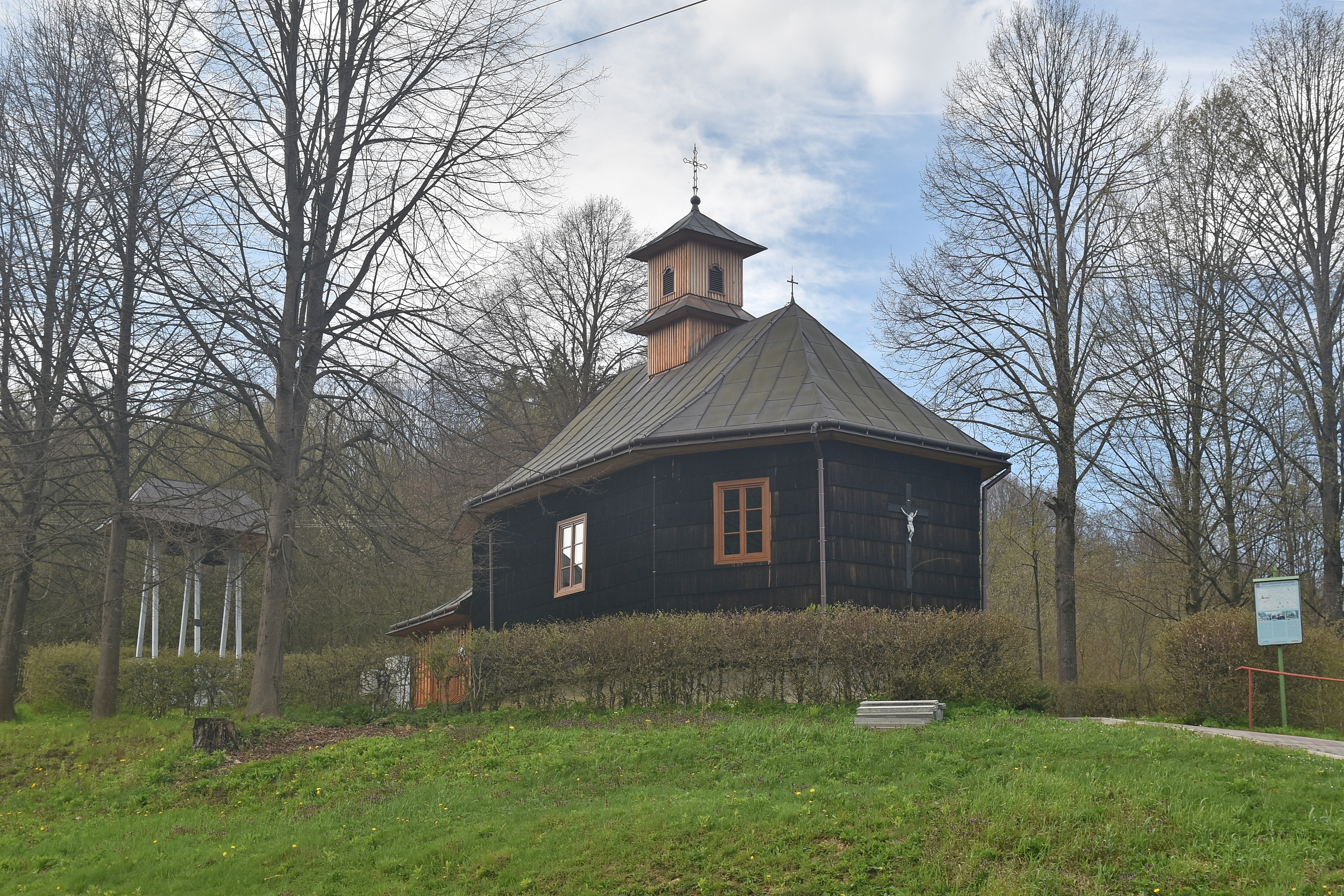
Obarzym, dawna cerkiew
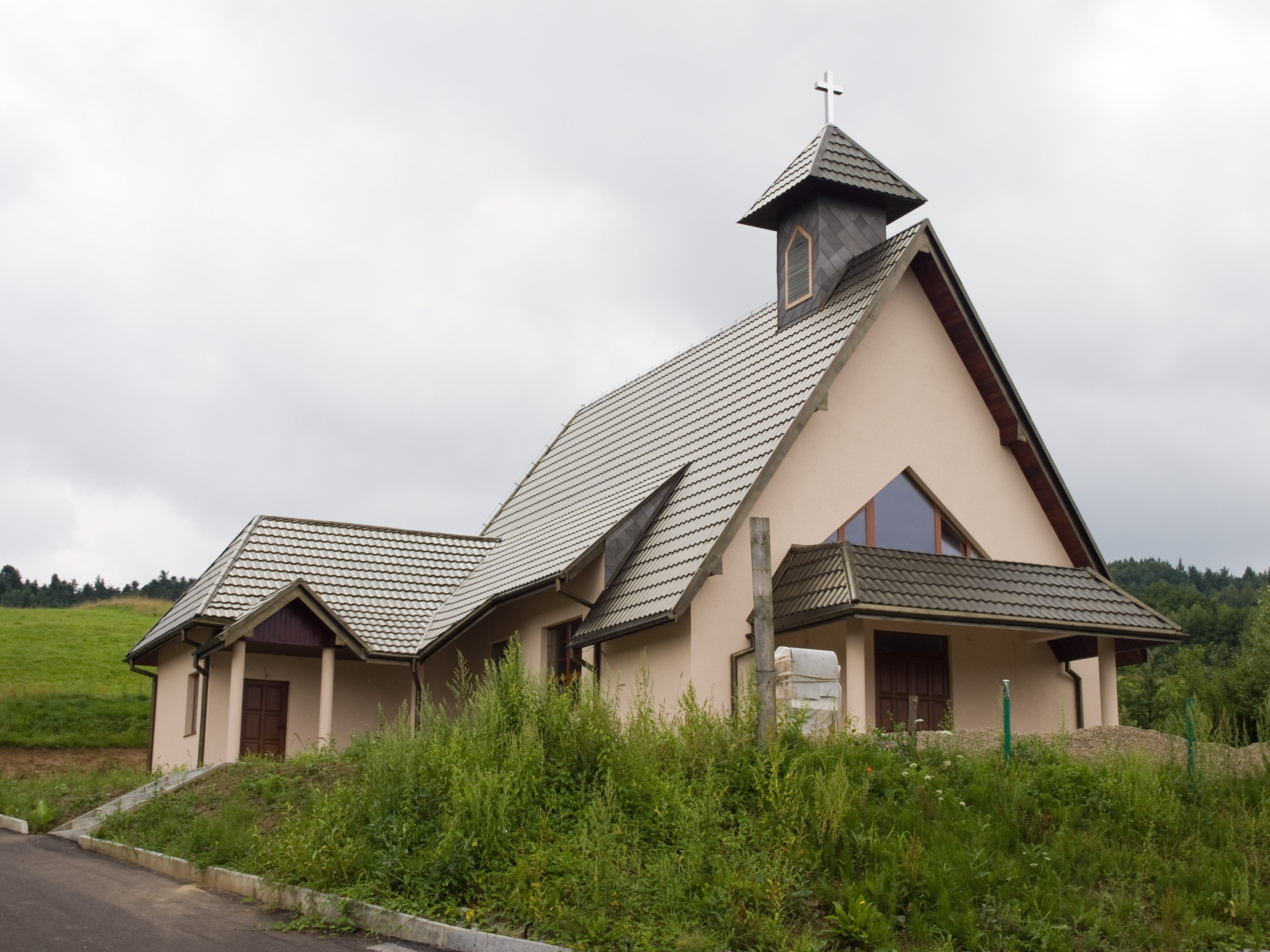
Temeszów, nowy kościół
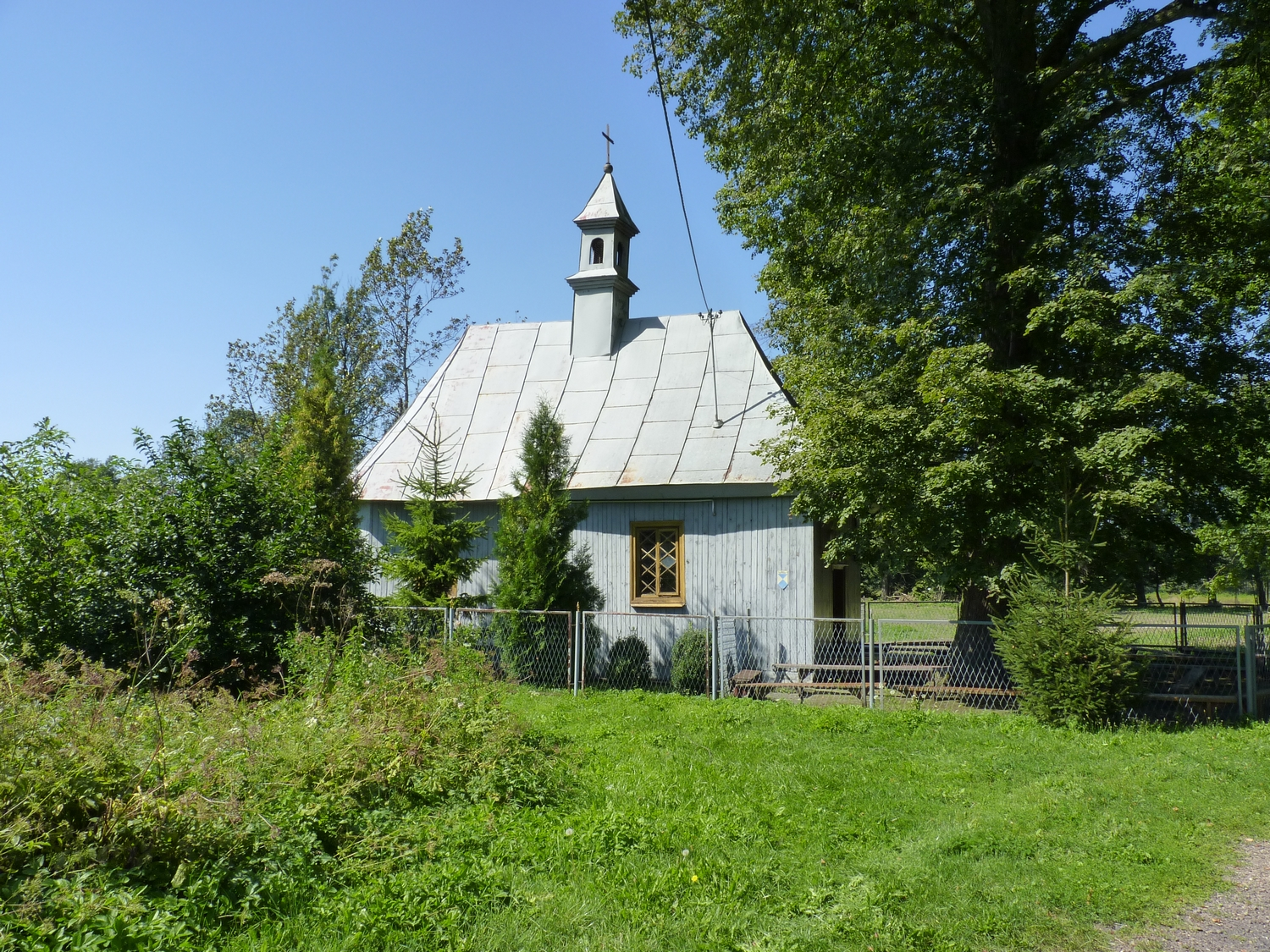
Temeszów, stary kościół